# Tomás Mejías
Tomás Mejías Osorio (* 30. Januar 1989 in Madrid) ist ein spanischer Fußballtorwart. Derzeit steht er bei AD Ceuta FC unter Vertrag.

## Karriere

### Verein
Tomás Mejías begann seine Laufbahn als Junior bei CD Coslada. Im Sommer 2001 wechselte der damals Zwölfjährige in den Nachwuchs von Real Madrid. Bei den „Königlichen“ durchlief er diverse Altersklassen und stieg 2008 in die Drittmannschaft Real Madrid C auf. In der Saison 2007/08 kam Mejías schon zu sporadischen Einsätzen für Real Madrid Castilla, dem B-Team der Hauptstädter. Zur Saison 2009/10 ging er endgültig in den Kader der Zweitmannschaft über, wo er jedoch als dritter Torwart hinter Antonio Adán und Felipe Ramos nicht zum Zug kam. In der folgenden Spielzeit musste er über weite Strecken Jesús den Vortritt lassen, bevor er im März 2011 die Position des Stammtorhüters erobern konnte. Sein Debüt im ersten Kader von Real Madrid feierte er am 10. Mai 2011 in einem Ligaspiel gegen den FC Getafe. In der Saison 2011/12 gelang ihm mit Real Madrid Castilla der Aufstieg in die Segunda División, er selbst bestritt 17 Begegnungen und musste sich erneut den Stammplatz mit seinem Teamkollegen Jesús teilen.
Dies änderte sich auch in der Spielzeit 2012/13 nicht, Mejías stand 26 Mal im Tor und seine Mannschaft landete auf dem achten Tabellenplatz. Im Folgejahr übernahm jedoch Fernando Pacheco die Position des Stammtorhüters von Real Madrid Castilla und Tomás Mejías wechselte im Januar 2014 auf Leihbasis bis Saisonende zum englischen Zweitligisten FC Middlesbrough.

### Nationalmannschaft
Tomás Mejías bestritt mit Spanien die U-19-Europameisterschaft 2008, wo seine Mannschaft jedoch bereits in der Vorrunde ausschied. Bei den Mittelmeerspielen 2009 in Pescara gewann er mit der U-20 durch ein 2:1 im Finale gegen Gastgeber Italien die Goldmedaille. Mejías war Teil des Kaders bei der Junioren-Weltmeisterschaft 2009, bei der Spanien im Achtelfinale an Italien scheiterte.

## Erfolge
- Mittelmeerspiele: Goldmedaille 2009